# Focillistis
Focillistis là một chi bướm đêm thuộc họ Erebidae.